# Epitrigoniulus cruentatus
Epitrigoniulus cruentatus är en mångfotingart som först beskrevs av Henri W. Brölemann 1902.  Epitrigoniulus cruentatus ingår i släktet Epitrigoniulus och familjen Pachybolidae. Inga underarter finns listade i Catalogue of Life.